# Yukishiro Tomoe
Tomoe Yukishiro (雪代 巴 Yukishirō Tomoe?) es un personaje de ficción del manga y anime Rurouni Kenshin.
Es un personaje clave en la trama de Rurouni Kenshin, debido a su relación con éste y su pasado. Su historia se sitúa 13 años antes de que comience la trama del anime-manga.

## Descripción

### Nombre

El símbolo del concepto tomoe, de donde proviene su nombre.

Los kanji que componen su nombre significan "nieve blanca" (yukishiro (雪白?) y el nombre "tomoe" usa el kanji 巴 que se utiliza para representar un ancestral símbolo tomoe, muy utilizado en la heráldica japonesa cuyo significado también encierra tres magatamas dentro de la religión shinto. Este símbolo, en el arte budista representa a la trinidad del cielo, la tierra y la humanidad, como también el nacimiento, la vida y la muerte.

### Diseño

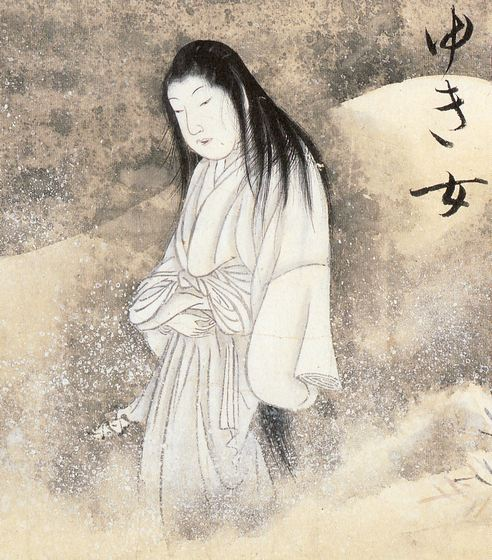
Yuki-onna, la mujer de la nieve con kimono blanco similar al concepto visual de Tomoe. Grabado del artista Hyakkai Zukan.

Tomoe utiliza una sola vestimenta en todas sus apariciones en la historia de Rurouni Kenshin. Su kimono es de color blanco y lleva también un obi-age (un trozo de tela alargado que se utiliza enroscado en la cintura) color rojo, obi color azul y un chal de color violeta oscuro. El uso de colores fríos en su vestimenta aluden a la relación con su apellido y la nieve y de manera indirecta al personaje mitológico japonés Yuki-onna, tanto por su belleza y serenidad como por las circunstancias en la que la nieve juega un elemento repetido en su historia personal. El obi-age color rojo, prominente sobre su obi azul, se usa generalmente para las mujeres solteras, hecho que en la historia la vincula a su estado civil (en la historia, nadie sabe de dónde proviene, si tiene familia o está casada) que luego se devela en la trama. 
Lleva su pelo recogido por una simple cinta en la versión del manga y el OVA pero este detalle es modificado en la reedición del manga, Rurouni Kenshin Kanzenban, a quien Watsuki dedica algunas páginas a la descripción detallada del diseño de cada personaje, dedicando cada tomo a un grupo u personaje especial. El número 16 corresponde a Tomoe y se puede apreciar una renovada estética en su peinado, además de incorporar una horquilla para el pelo (Kanzashi) en cuya extremidad se puede observar el símbolo hexagonal generalmente usado para representar la nieve.
Himura Kenshin menciona que cuando conoce a Tomoe, puede reconocerla por su fragancia a ciruelas blancas. La ciruela blanca, Prunus mume (Ume (梅?) florece en invierno y es una especie asiática que se relaciona con esta estación. La alusión a la flor (hakubaiko (白梅?) proviene de la tradición china que designa a 4 flores la representación de una estación, siendo la ciruela blanca la correspondiente al invierno.
Nobuhiro Watsuki mencionó en las notas sobre el personaje (que figuran al final de algunos capítulos del manga) que tomó como modelo de inspiración a Rei Ayanami. Agregó también que quería ilustrar a una mujer "quieta y misteriosa" que contrastara con el carácter fuerte y decidido de las mujeres de la época actual, según la trama de la historia (principalmente Kamiya Kaoru y Takani Megumi).

### Personalidad

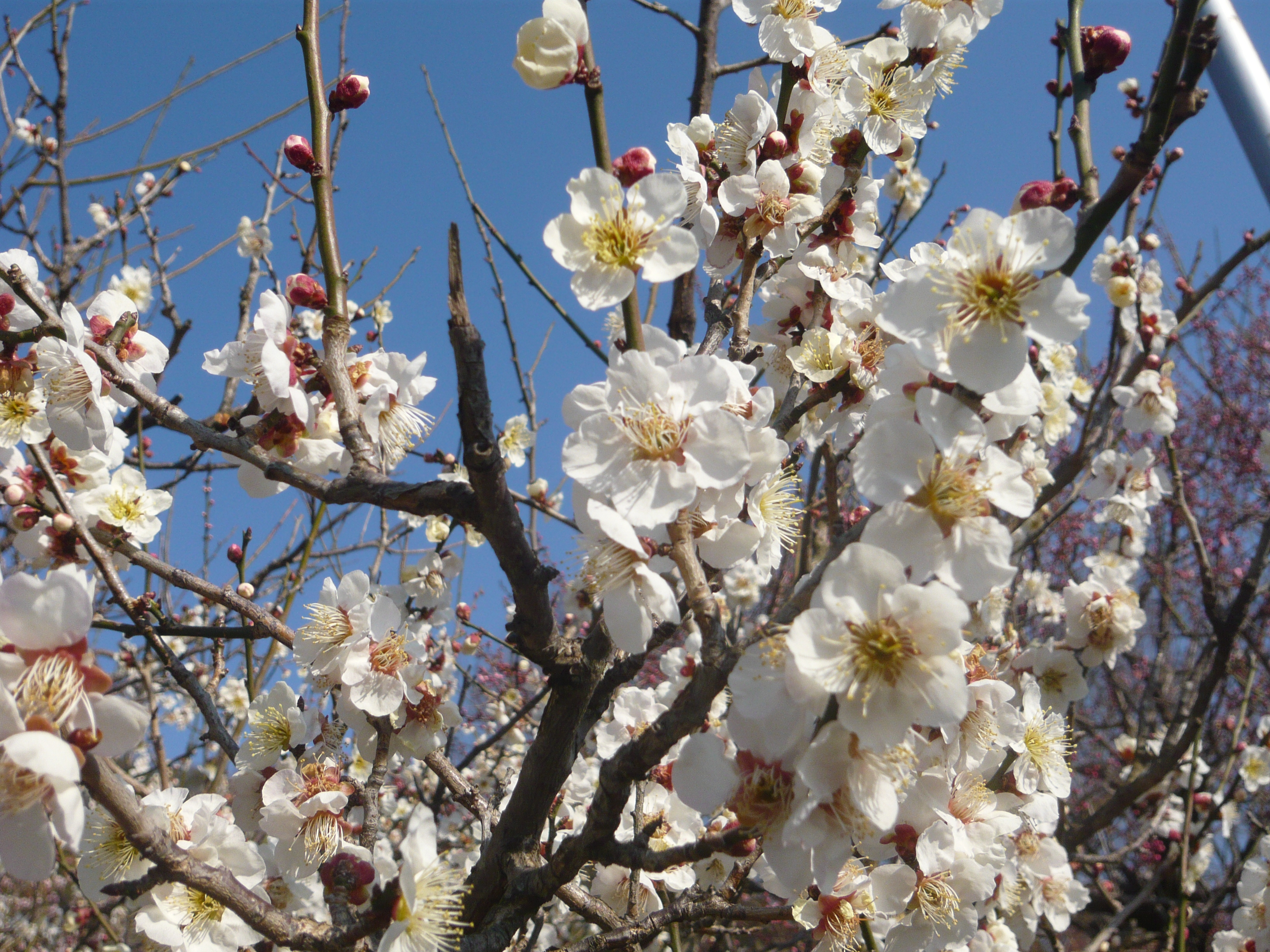
La fragancia característica que usa Tomoe proviene de las flores de ciruelos blancos Ume, como los de esta fotografía.

Calmada y serena, Tomoe representa el ideal de mujer japonesa: silenciosa, sosegada y reservada. Su mirada posee un dejo de tristeza y vacío emocional, y utiliza sus palabras moderadamente en un tono bajo de voz, resultando a veces demasiado callada dada la situación. Al presentarse a los compañeros de Kenshin, éstos se refieren a ella como una persona "tan parca como Himura". Solo logra sonreír genuinamente cuando, viviendo con Kenshin, éste le promete proteger su felicidad.
A pesar de ser silenciosa y hasta aburrida, se permite ciertas licencias personales para expresarse de manera filosa con el protagonista masculino, libertad que le es concedida por ser la única persona que aún sigue viva y ha sido testigo de un asesinato perpetrado por Himura. Tal es así que en varias ocasiones le cuestiona si continuará matando sin cambiar su inexpresivo rostro. Es notorio el paralelismo con Rei Ayanami, de Neon Genesis Evangelion en su actitud frente a las órdenes de sus superiores, respondiendo afirmativamente sin rebelarse con excepción de los últimos momentos de su vida, en donde toma la decisión propia de proteger a Kenshin.
A raíz de su temperamento calmo (y también a modo de prueba de fidelidad) Katsura Kogoro le pide que se convierta en la "vaina" de Kenshin, hablando metafóricamente de una contención emocional para el joven asesino, ya que él posee una carga pesada dentro de la misión que tienen los rebeldes.

### Armamento
Tomoe lleva consigo una tantō en todo momento que esconde en su obi. Esta es "requisada" por la dueña del ryokan en donde se instalan en un principio, advirtiéndole a Kenshin sobre su existencia, pero nadie le presta demasiada importancia. Esta espada corta o puñal le fue entregada a ella por los padres de su prometido, tras recibir la noticia de su asesinato a manos de Kenshin.

## Historia
El origen de Tomoe es incierto, salvo por lo poco que esta comenta a Kenshin durante su estancia con él y lo que se puede vislumbrar a través del manga y las OVAs. Según ella, su familia, que consta de tres miembros, proviene de Edo. Sus circunstancias económicas eran básicas, pero jamás pasaron hambre. Su padre era un hombre que no conocía nada de artes marciales ni estudio y su madre murió al dar a luz a su hermano menor, Enishi. Al ser ella mayor, se convirtió prácticamente en una madre para su hermano pequeño. 
Tiempo después se anunció su compromiso con un amigo de su infancia, Tomoe se puso muy feliz pero debido a su falta de expresividad no pudo demostrárselo. Era el segundo hijo de una familia similar a la de ella. Siendo hijo de samurái, deseaba que su prometida se sintiese satisfecha con su boda por lo que le promete convertirse en un guerrero famoso y se unió a la división de vigilancia de Kioto, pero nunca regresó.
Tomoe ingresa en la vida de Kenshin a raíz de este asesinato de su prometido, llamado Kiyosato, quien antes de morir deja una cicatriz en forma de tajo vertical sobre la mejilla del joven asesino. Su verdadera misión era servir de espía y descubrir su punto débil. Una noche lo encuentra justo luego de que Kenshin cometiese un asesinato en una noche lluviosa (la víctima era un ninja enviado por el shogunato para acabar con la vida del Hitokiri). Le dice "Tu eres aquél que hace llover sangre" y se desmaya por su borrachera y el shock emocional de encontrar finalmente al asesino de su prometido. Kenshin se debate entre asesinarla también por ser testigo de su crimen pero decide finalmente llevarla con él al refugio de los rebeldes. 
El grupo de rebeldes para el que trabaja Kenshin desconfía un poco de ella e indagan sobre su pasado para asegurarse de que no sea una espía. No tiene contacto con nadie del exterior, por lo tanto dejan el asunto de lado. Luego de que el Shinsengumi descubra el escondite secreto de los rebeldes, Katsura le ordena a Himura que escape y se esconda por un tiempo, sugiriéndole que aparente ser un recién casado junto a Tomoe para evitar sospechas. Sorprendida ante tal eventualidad, Tomoe acepta y huye junto al asesino. 
Durante su estadía en una zona rural de Japón, escribe un diario en el que narra sus experiencias y sentimientos ocultos. Su hermano menor, Enishi aparece sorpresivamente un día de visita. Esto sorprende a la joven de sobremanera porque sospecha que sus jefes saben de su paradero. Su pequeño hermano no entiende el motivo por el cual Kenshin aun sigue con vida y la instiga a que cumpla con su misión. A la noche, Tomoe cuenta su historia a Kenshin, omitiendo algunos hechos como que fue él quien mató a su prometido y cual era su verdadera misión. A la madrugada siguiente, le deja despidiéndose de él mientras duerme como su "segundo amor".
Debido a sus sentimientos, Tomoe se siente culpable y decide terminar su labor de espía (originalmente para descubrir el punto débil del battōsai). Así, se reúne con los asesinos a los que les debía informar argumentando que no descubrió nada, pero el jefe se da cuenta de que en realidad es ella su punto débil. Tras golpearla, la encierra en una cabaña y aguarda la llegada Kenshin a su rescate. Enishi, ignorando lo que había pasado en la cabaña cree que todo es parte del plan y va a por Kenshin para informarle sobre el secuestro, dejándole una nota. Pero Kenshin, al día siguiente descubre la verdad leyendo el diario de Tomoe y sale en su búsqueda. En el camino se enfrenta a los secuaces del jefe de Tomoe y es herido de gravedad, donde el primer ninja hiere su oído con una explosión y el segundo ninja lo deja con una vista casi cegada por la luz de la segunda bomba. Al llegar al lugar donde tienen retenida a la mujer, se enfrenta finalmente al líder de la banda. En el momento crucial de la pelea, Tomoe se interpone entre ambos con el fin de atacar al líder con su tanto pero accidentalmente recibe el golpe mortal de la espada de Kenshin por la espalda, debido a que no pudo ver ni oír el momento en que Tomoe se interpuso entre su espada y el jefe de la banda no pudo evitar el golpe mortal.El hombre muere y Tomoe agoniza en los brazos de Kenshin, sin antes completar la característica "X" en la mejilla de Himura con su tanto. Tomoe se interpuso para salvar a Kenshin, sin embargo, para ella esto era una demostración de afecto hacia Kenshin y su difunto esposo, pues al morir dejaría libre a kenshin para terminar la guerra y dejar de matar y ella iría al otro mundo a reunirse con su difunto esposo al mismo tiempo que sanaría la herida de Himura.

## Diferencias entre manga, anime y OVA

### El diario
Tanto en la versión del manga como el OVA, Tomoe mantiene un diario secreto la historia difiere según las versiones. En el OVA, Kenshin despierta a la mañana y no la encuentra a su lado. Uno de los contactos de Kenshin con Katsura arriba en ese momento y le informa que han descubierto al espía: es Tomoe. Le sugiere que lea su diario y que vaya por ella a la montaña. El joven lo hace y horrorizado al descubrir que fue él quien asesinó a Kiyosato, sale a buscarla al bosque. 
En el manga, Kenshin se entera de que Tomoe fue secuestrada por la nota que Enishi le deja y accede a la lectura del diario luego de la muerte de Tomoe, mientras se encuentra sentado e inmóvil en su casa, reflexionando sobre lo sucedido.

### La segunda herida
Mientras que en el OVA, Tomoe es quien le provoca la segunda herida que completaría la característica cicatriz que acompañaría a Kenshin, en el manga, el puñal que Tomoe tenía escondido y que intentó utilizar para asesinar al líder del grupo de asesinos sale a volar por el aire luego de que Himura le provocara esa herida fatal. El cuchillo, en su trayecto, llega al rostro de Himura complementando así la cruz en su rostro.

### La tumba de Tomoe
Tras la muerte de Tomoe en el OVA, Kenshin decide incinerar su cuerpo dentro de la casa que compartieron juntos durante 6 meses en su estancia en el campo, por lo que se algunos asumen que Tomoe nunca poseyó una tumba (esto es muy discutible por la relevancia de las visitas de Kenshin a la tumba de Tomoe). En el manga, tras la lucha con Enishi, Kenshin y Kaoru visitan la tumba de Tomoe, donde encuentran el kanzashi que Kiyosato le entregó a esta como prueba de su compromiso.
En la serie de anime, Kenshin visita la tumbra de Tomoe en el episodio 62; cuando está ante ella deja unas flores y enciende incienso (en el manga, las flores son aplastadas por Enishi poco después de la visita de Kenshin). Kenshin se quita la venda que le cubre la cicatriz y se la acaricia, al mismo tiempo que cierra los ojos, en un gesto que hace pensar que recuerda a Tomoe. En el capítulo 63, los autores del ánime le hacen un pequeño tributo a Tomoe, cuando Kenshin se topa a un antiguo samurái que vivió una historia análoga a la de Kenshin con Tomoe; al final del capítulo, este samurái le dice a Kenshin que hay ocasiones en la vida de un hombre en las que conocerá a una mujer que no olvidará nunca; luego de esto, Kenshin aparece con el "florero" con que siempre ha ido a visitar la tumba de Tomoe. Cabe destacar que mientras este samurái le cuenta la historia solo se muestra cuando Kenshin recuerda a Kaoru en la despedida de Kioto. Una aparición más se da en el episodio especial número 95, junto a Kaoru que se deduce es el lugar donde descansa Tomoe, aunque nunca se la menciona explícitamente.